# Listă de umoriști maghiari
Mai jos este prezentată o listă cu umoriști maghiari.
- Gálvölgyi János
- Hofi Géza
- Kabos László
- Karinthy Frigyes
- Kibédi Ervin
- Latabár Kálmán